# ساری‌قمیش (شهرستان نوکند)
ساری‌قمیش (به لاتین: Sarykamysh) یک روستا در قرقیزستان است که در شهرستان نوکند واقع شده‌است. ساری‌قمیش ۸۰ نفر جمعیت دارد.